# هشام أنور توفيق
هشام أنور توفيق هو وزير مصري من مواليد القاهرة في 4 مارس 1960 تولى وزارة قطاع الأعمال العام (مصر) خلفاً لخالد بدوي ضمن وزارة مصطفى مدبولي وذلك في 14 يونيو 2018 استطاع أن يخلق طفرة نوعية في مجال الاستثمار غير التقليدي، ويعد من أوائل من اتجه لمشروعات الطاقة المتجددة في مصر، التي يؤمن أنه يتوقف عليها مستقبل الاقتصاد المصري.

## حياته المهنية
حصل توفيق على ماجستير إدارة أعمال تخصص تمويل جامعة الملك فهد للبترول والمعادن بالظهران بالمملكة السعودية، وبكالوريوس اقتصاد وتخصص إدارة أعمال في الجامعة الأمريكية بالقاهرة.
شغل هشام توفيق منصب عضو مجلس إدارة الشركة القابضة للتشييد والتعمير، وترأس شركة كايرو سولار لحلول الطاقة الشمسية. شغل الوزير عدة مناصب في مجال الاستثمار والتمويل بداية من بنك مصر إيران للتنمية، والشركة العربية للاستثمارات البترولية بالسعودية، والمجموعة المالية المصرية. كما عمل عضوًا منتدبًا للمجموعة المصرية لإدارة صناديق الاستثمار والمجموعة المصرية لإدارة المحافظ، ثم رئيساً لمجلس إدارة المجموعة المصرية لإدارة المحافظ.
كانت له الريادة في عدد من المجالات الاستثمارية، حيث قام بتأسيس ورئاسة مجلس إدارة شركة عربية أون لاين للوساطة في الأوراق المالية (2006-2015). شغل هشام توفيق منصب عضو مجلس إدارة الشركة القابضة للتشييد والتعمير، وترأس شركة كايرو سولار لحلول الطاقة الشمسية.، ومن بعدها شركة كايرو سولر لحلول الطاقة الشمسية (2014 - 2018). فكانت كل منهما أولى الشركات التي تعمل في تلك المجالات بمصر.
كما شغل منصب مستشار وزير المالية (2005 – 2007).، مسؤولاً عن عدة ملفات أهمها قانون التأمينات والمعاشات. وكان عضواً لمجلس إدارة الشركة المصرية لإنتاج الالكيل بنزين الخطى (ELAB)، ممثلاً عن الوزارة. ثم عضواً بمجلس إدارة البورصة المصرية، وعضواً باللجنة الاستشارية لهيئة الرقابة المالية.
بالإضافة إلى ذلك، كان هشام توفيق عضوًا في مجالس ادارات عدد كبير من شركات قطاع الأعمال العام والخاص، أهمها: الشركة القابضة للتشييد والتعمير، والشركة القومية لإدارة الأصول (التابعة للشركة القابضة للتشييد والتعمير)، والبنك العقاري العربي، وشركة سيدي كرير للبتروكيماويات – سيدبك (ممثلاً عن شركة نعيم القابضة)، وشركة المجموعة المالية هيرمس القابضة.
كما أن له باع طويل في العمل التطوعي، فكان ضمن أعضاء مجلس الإدارة المؤسسين للجمعية المصرية لإدارة الاستثمار (EIMA)، وكذلك للجمعية المصرية للأوراق المالية (ECMA)، وعضواً بمجلس إدارة جمعية شباب رجال الأعمال المصريين، وأخيراً رئيساً للجنة المالية لنادي هليوبوليس الرياضي.